# Kij baseballowy

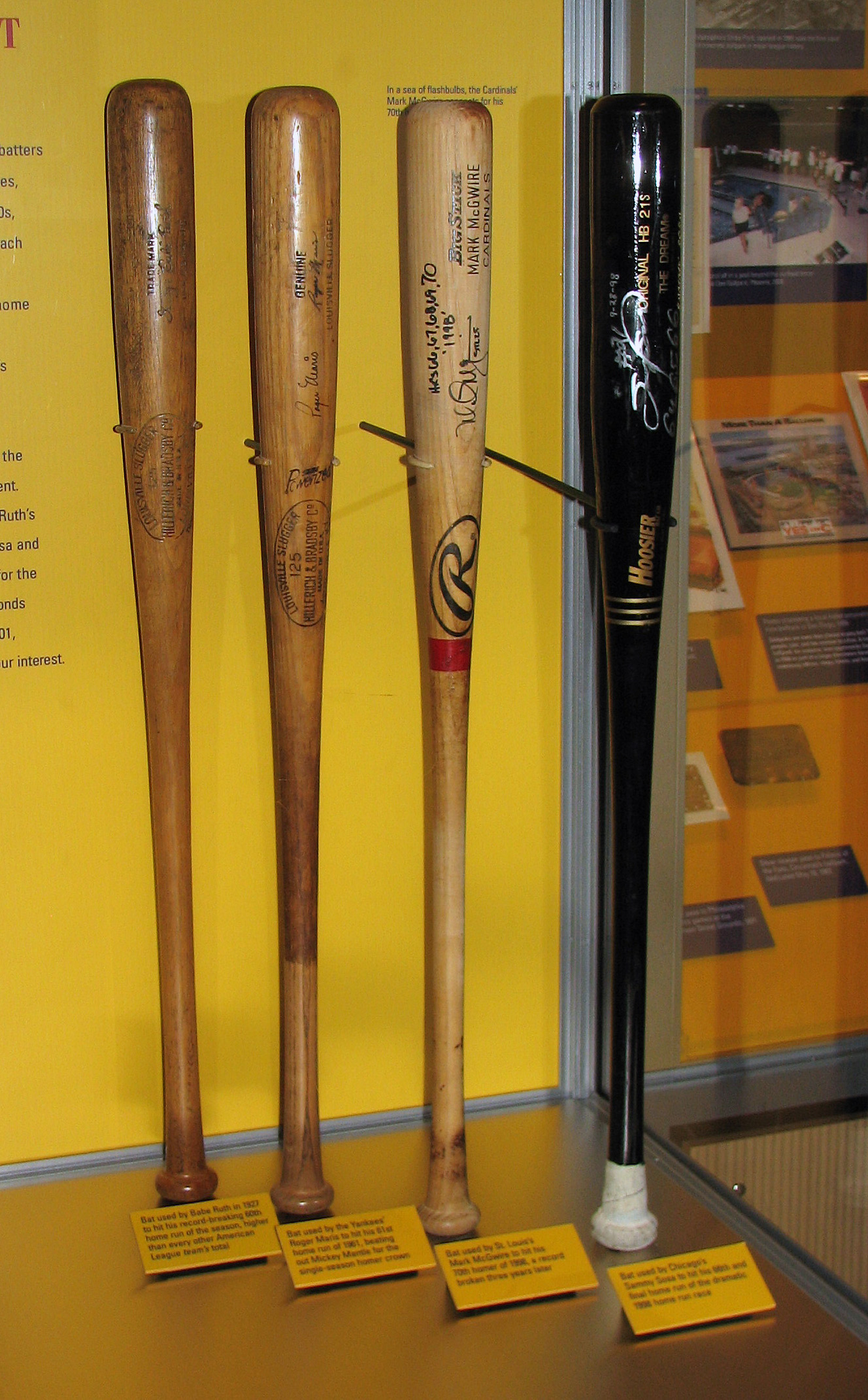
Cztery historycznie znaczące kije baseballowe wystawione jako część wędrownej wystawy „Baseball as America” instytucji National Baseball Hall of Fame and Museum. Kije używane przez (L–P): Babe’a Rutha – zdobycie 60. home runa w sezonie 1927; Rogera Marisa – zdobycie 61. home runa w sezonie 1961; Marka McGwire’a – zdobycie 70. home runa w sezonie 1998; Sammy’ego Sosę – zdobycie 66. home runa w sezonie 1998.

Kij baseballowy – wykonana z jednego kawałka drewna lub metalu pałka używana w sporcie baseballowym do odbijania piłki po rzuceniu jej przez miotacza. Zgodnie z regulaminem średnica kija nie może przekraczać 2,75 in (6,99 cm), a jego długość nie może być większa niż 42 in (106,68 cm). Mimo że grano egzemplarzami o masie ok. 3 lb (1,36 kg), obecnie stosowane w sporcie kije ważą przeciętnie 33 oz (0,94 kg), nie więcej niż 34 oz (0,96 kg) do 36 oz (1,02 kg).

## Terminologia
Kij jest konstruowany i rzeźbiony bardzo starannie, co ma pozwolić na szybki i zrównoważony zamach podczas dostarczania energii. Kij podzielony jest na kilka części:
- barrel (beczka) – gruba część kija przeznaczona do uderzania piłki[5],
- sweet spot – miejsce beczki (barrel) najlepsze do uderzenia piłki[5],
- tip/end (czubek/końcówka) – zwieńczenie kija niebędące częścią sweet spot[5],
- handle (uchwyt) – zwężona, cieńsza od beczki (barrel) część kija; niekiedy, szczególnie uchwyty metalowych kijów owinięte są taśmą (np. z gumy) nazywaną grip (rękojeść)[5],
- knob (gałka) – część znajdująca się poniżej uchwytu kija, szersza od niego, która uniemożliwia wyślizgnięcie się przedmiotu z rąk odbijającego[5].

Przez lata kształt kija był udoskonalany. W XIX wieku pojawiało się wiele jego form, podobnie jak projektów uchwytu. Z czasem kształt kija baseballowego zdecydowanie ujednolicono.
W żargonie kij do gry w baseball nazywany jest lumber, zwłaszcza gdy posługuje się nim szczególnie uzdolniony zawodnik odbijający.
Bat drop to różnica między wagą kija (w uncjach) a jego długością (w calach). Na przykład dla ważącego 30 uncji, 33-calowego kija, jego bat drop wynosi −3 (30 − 33). Wyższy wynik bat drop oznacza wzrost prędkości zamachu.

## Regulacje ligowe i produkcja
W amerykańskiej Major League Baseball, zasada 1.10(a) mówi:

Kij powinien być smukły, okrągły, o średnicy nie większej niż 2,61 in (6,63 cm) w najgrubszej części, i długości nie przekraczającej 42 in (106,68 cm). Kij powinien być jednym kawałkiem litego drewna.

Do gry nie dopuszczane są kije puste lub wykonane z niedozwolonych materiałów, takich jak korek, ponieważ zmniejszają one wagę. Przez pewien czas uważano, że moc uderzenia kijem zrobionym z korka jest nieznacznie większa. Pogląd ten podważono w jednym z odcinków serii Pogromcy mitów (emitowanym na kanale Discovery Channel), w którym stwierdzono, że piłka uderzona kijem tego typu wyląduje znacznie bliżej niż w przypadku kija regularnego.
W 1970 roku graczom lig amatorskich zaprezentowano kije wykonane z aluminium. Zarówno kije tego typu jak i kompozytowe stały się wówczas standardem u amatorów. Kije metalowe uważane są za zdolne do uderzenia piłki z taką samą siłą szybciej i posłać ją dalej. Projektowane dzięki nowoczesnym technikom kije niedrewniane, rodzą obecnie liczne obawy, że siła uderzenia piłki po wybiciu może być na tyle duża by poważnie zranić miotacza. Powszechnie się uważa, że niedrewniane kije są bardziej niebezpieczne od tych wykonanych z drewna, chociaż teza ta nie została naukowo poparta. Miotacz jest zdecydowanie bardziej narażony na niebezpieczeństwo po wybiciu przez odbijającego piłki kijem aluminiowym, ponieważ materiał ten ma wyższy od drewna współczynnik odbicia.

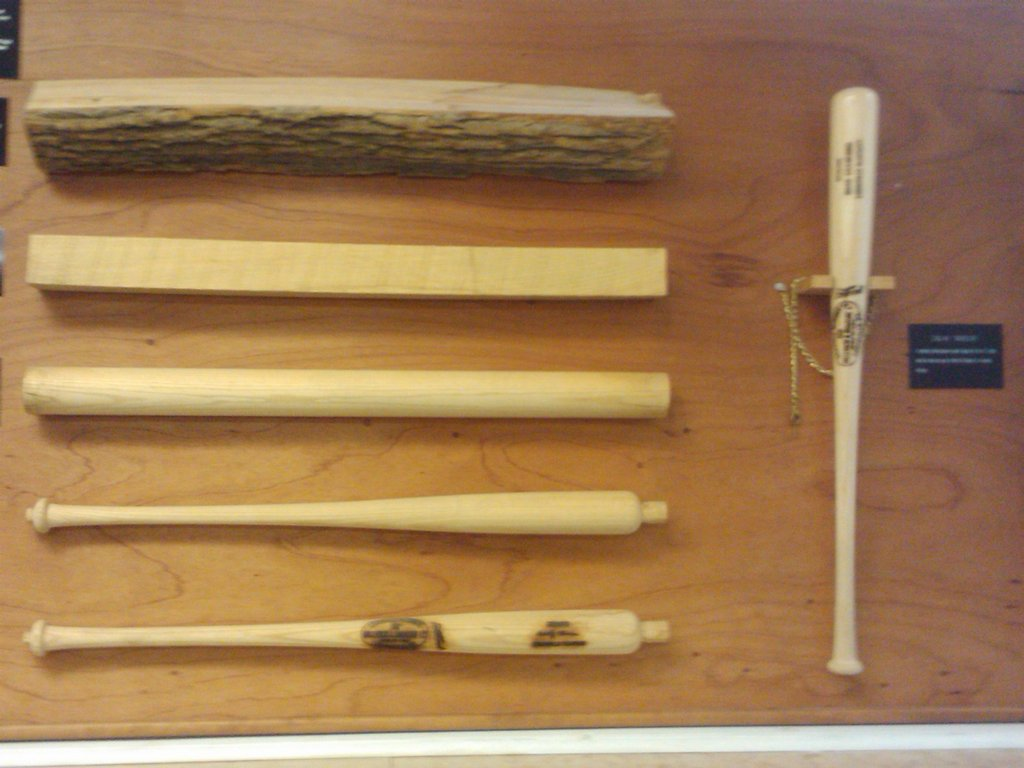
Etapy procesu produkcji kijów Louisville Slugger.

Większość drewnianych kijów do baseballa wytwarza się z jesionu, ale produkuje się także z innego drewna, m.in. klonu, orzesznika i bambusa. Orzesznik stał się mniej popularny z uwagi na większą wagę materiału, co spowalniało ruch kija, natomiast kije wykonane z klonu zdobyły popularność po zaprezentowaniu w 1997 roku pierwszego zaaprobowanego przez Major League Baseball modelu. Pierwszym zawodnikiem, który użył takiego kija był Joe Carter z Toronto Blue Jays. W 2010 roku, w związku ze zwiększoną tendencją do roztrzaskiwania się kijów klonowych, włodarze Major League Baseball postanowili zbadać ich używanie, po czym zakazano w niższych ligach stosowania niektórych modeli.
Honus Wagner był pierwszym zawodnikiem, który w 1905 roku sygnował swoje kije własnym nazwiskiem. Producentami kijów są takie przedsiębiorstwa jak Louisville Slugger, Rawlings, Mizuno i Wilson. Na początku procesu produkcji drewno jest obracane na tokarce, by później umieścić na produkcie nazwę firmy, numer seryjny kija i podpis zawodnika. Większość kijów ma zaokrąglone główki, ale duża liczba zawodników używa kijów z wydrążonym w główce wgłębieniem (cup-balanced), dzięki czemu są one lżejsze, a punkt ciężkości przesunięty jest w stronę uchwytu. Na koniec procesu wytwarzania pałki, kij baseballowy jest barwiony na jedną z siedmiu standardowych barw.
Zawodnik baseballu może nałożyć na uchwyt drzewną smołę, która ma zapewnić podczas gry lepszy chwyt. Jednak zbyt duża ilość tego lub innego produktu jest zabroniona: zgodnie z zasadą 1.10(c) regulaminu Major League Baseball, zakazuje się smarowania większego obszaru kija niż na długości 18 in (45,72 cm) od końca uchwytu. Przykładem zastosowania regulaminu w czasie gry był Pine Tar Incident, który miał miejsce 24 lipca 1983 roku, kiedy trzeciobazowy zespołu Kansas City Royals George Brett został wycofany (wyautowany) po zdobyciu home runa, ponieważ po porównaniu długości obszaru posmarowanego drzewną smołą do szerokości bazy domowej (home plate – 17 in (43,18 cm)), sędzia ustalił, że zbyt duża powierzchnia kija została pokryta smołą. W tamtym czasie takie zdobycie bazy było określane w regulaminie jako nieprzepisowe uderzenie piłki, co wiązało się z wyeliminowaniem z gry odbijającego (zasada 6.06). Jednak wówczas wyeliminowanie zostało zakwestionowane i decyzję uchylono, a grę wznowiono 18 sierpnia, rozpoczynając od utrzymanego wtedy na mocy home run. Zasady 1.10 i 6.06 zostały później zmienione by odzwierciedlić intencje Major League Baseball, czego przykładem było orzeczenie prezesa ligi. Punkt 1.10 nakazuje obecnie tylko to, by kij wykluczyć z gry po jego niedozwolonym użyciu, a zmiana wyniku gry nie jest wymagana. Zasada 6.06 dotyczy tylko kijów, które są „przerobione w taki sposób by poprawić czynnik odległości lub spowodować nietypową reakcję piłki. To m.in. kije, które są wypełnione, płaskopowierzchniowe, podbite, wydrążone, wyżłobione lub pokryte substancją taką jak parafina, wosk, itp.”. W 2001 roku władze MLB zatwierdziły użycie w rozgrywkach głównej i niższej ligi Gorilla Gold Grip Enhancer jako alternatywy dla smoły drzewnej.

## Konserwacja

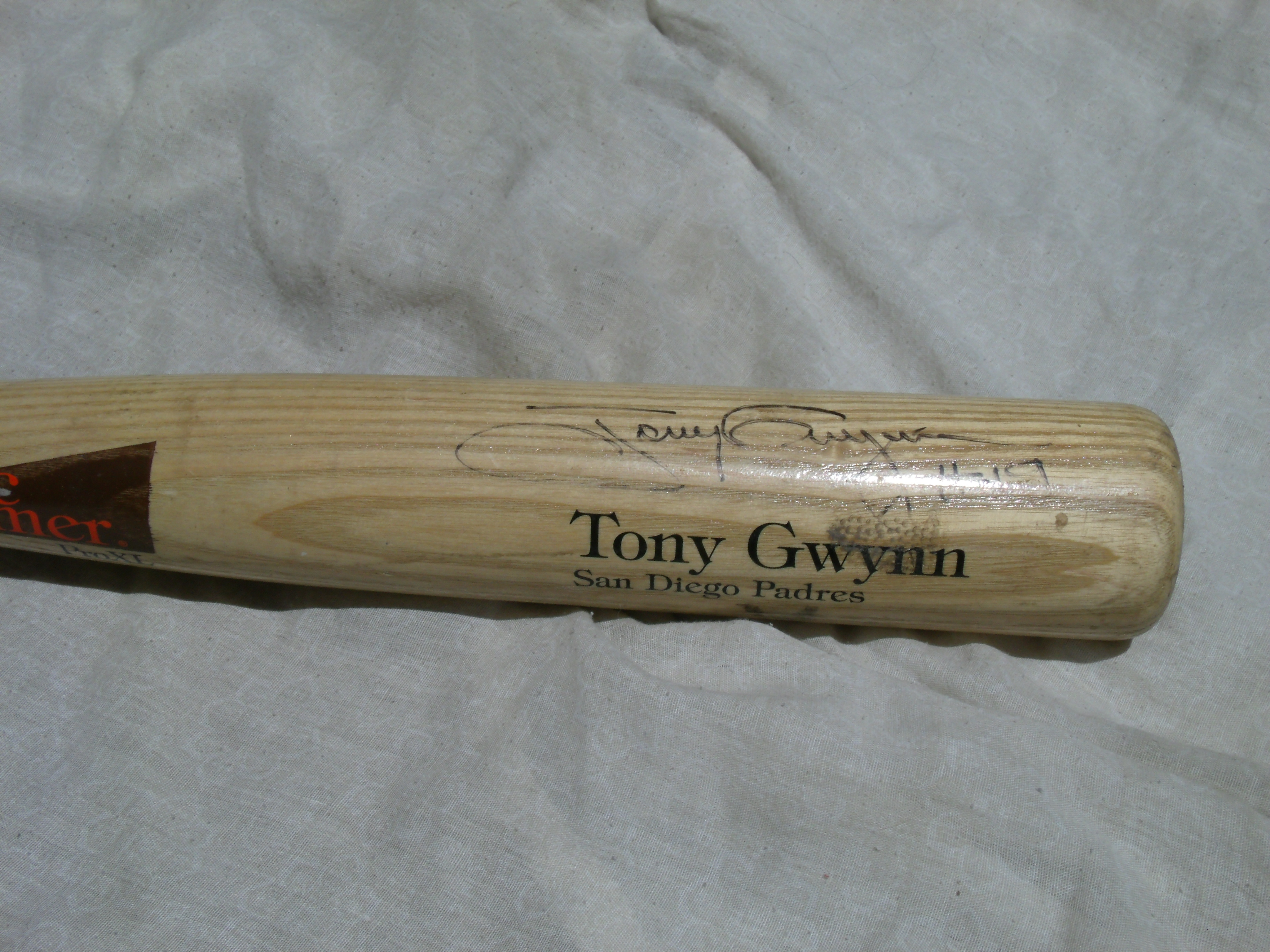
Podpisany przez Tony’ego Gwynna kij baseballowy, którym zawodnik grał.

Ted Williams każdego wieczora czyścił swoje kije alkoholem, a także niekiedy brał je do urzędu pocztowego by je zważyć. Napisał on, że „kije zbierają skondensowaną masę i brud leżący wokół na ziemi (…) mogą one zyskać uncję lub więcej w zadziwiająco krótkim czasie”. Ichirō Suzuki także przywiązuje dużą wagę do swoich kijów, starając się by nie zbierały wilgoci powodującej przyrost wagi – przechowuje on swoje kije w humidorach. Rod Carew zwalczał wilgoć przez przechowywanie kijów w skrzynce pełnej trocin, w najcieplejszej części swojego domu. Tłumaczył on: „trociny działają jak zabezpieczenie kijów przed środowiskiem (…) absorbują każdą wilgoć zanim przesączy się do drewna”.
Wielu graczy „hartowało” swoje kije przed grą wielokrotnie je ocierając o twardy przedmiot, wierząc, że zamyka to pory w drewnie i utwardza kij. Kości zwierzęce były popularnym materiałem, ale używane były także wałki do ciasta, butelki po napojach oraz krawędzie porcelanowych zlewozmywaków. Pete Rose miał sposób na hartowanie swoich kijów – w piwnicy namaczał je w wannie z olejem silnikowym, a później wieszał je by wyschły.

## Użycie w charakterze broni
Kije baseballowe mimo pierwotnego przeznaczenia jako narzędzie sportowe, ze względu na swoje właściwości zaczęły być wykorzystywane również w charakterze improwizowanej broni, przez przestępców w USA i Europie (w Polsce od lat 80 XX w.). Ponieważ energia uderzającego kija wynosi ok. 515 kgm2/s2 jest on bardzo niebezpiecznym narzędziem (pozwala uderzyć z energią większą o 25% od energii pocisku 9 mm wystrzelonego z odległości 2 m). Uderzenia w głowę w 47% skutkują zmianami widocznymi w tomografii komputerowej, w 26% krwiakami śródczaszkowymi, w 23% skutkiem jest konieczność natychmiastowej operacji lub umieszczenia na oddziale intensywnej terapii. Częste są także złamania kości długich, zwłaszcza kości łokciowej. 
Obecnie w Polsce pałki w formie kija baseballowego uznawane są na podstawie ustawy o broni i amunicji za broń białą, jeśli używane są w sposób zagrażający życiu lub zdrowiu.